# فايسفاسر
فايسفاسر (بالألمانية: Weißwasser) (بالإنجليزية: Weisswasser)‏، وتعني المياه البيضاء، تقع في شرق ألمانيا بالقرب من الحدود الألمانية البولندية، يبلغ عدد سكانها نحو 17،288 نسمة.

## أعلام
- كريستا لدينج-روثنبور
- غونتر شوبرت
- رودلف لانج
- رونالد هيمو

## روابط خارجية
- الموقع الرسمي